# Ahmetcan Kaplan
Ahmetcan Kaplan (* 16. Januar 2003 in Trabzon) ist ein türkischer Fußballspieler. Er spielt seit dem August 2022 bei Ajax Amsterdam und ist türkischer Nachwuchsnationalspieler.

## Karriere als Spieler

### Karriere im Vereinsfußball
Ahmetcan Kaplan, geboren in der Hafenstadt Trabzon am Schwarzen Meer, trat im Jahr 2013 als Kind der Jugendabteilung von Trabzonspor bei und gab am 13. Februar 2021 im Alter von 18 Jahren sein Profidebüt in der Süper Lig beim 1:0-Sieg am 25. Spieltag der Saison 2020/21 gegen Gaziantep FK. In der Liga stand er in der Saison 2021/22 bei seinen wenigen Einsätzen oftmals in der Startelf und wurde dabei oftmals als Innenverteidiger eingesetzt. Trabzonspor gewann zum Ende der Saison 2021/22 die türkische Meisterschaft. Somit ging zum ersten Mal seit zwölf Jahren die Meisterschaft wieder an einen Verein außerhalb Istanbuls.
Im Sommer-Transferfenster 2022 wechselte Ahmetcan für 9,5 Mio. € von Trabzonspor zu Ajax Amsterdam. Der Spieler erhielt einen Fünfjahresvertrag.

### Nationalmannschaftsfußball
Ahmetcan Kaplan kam sowohl für die U16-Nationalmannschaft der Türkei als auch für die türkische U17-Nationalmannschaft und für die U19-Auswahl der Türken zum Einsatz.